# Театрон
Театрон (дав.-гр. місце для видовищ) — частина античної видовищної споруди — театру з місцями, призначеними для глядачів, що розташовувалась навколо орхестри на схилі пагорбу рядами (кавеа) у вигляді півкола або близької фігури (синонім — феатрон). Спочатку місця влаштовувалися дерев'яними, згодом зводили кам'яний театрон.